# リー・バーンズ

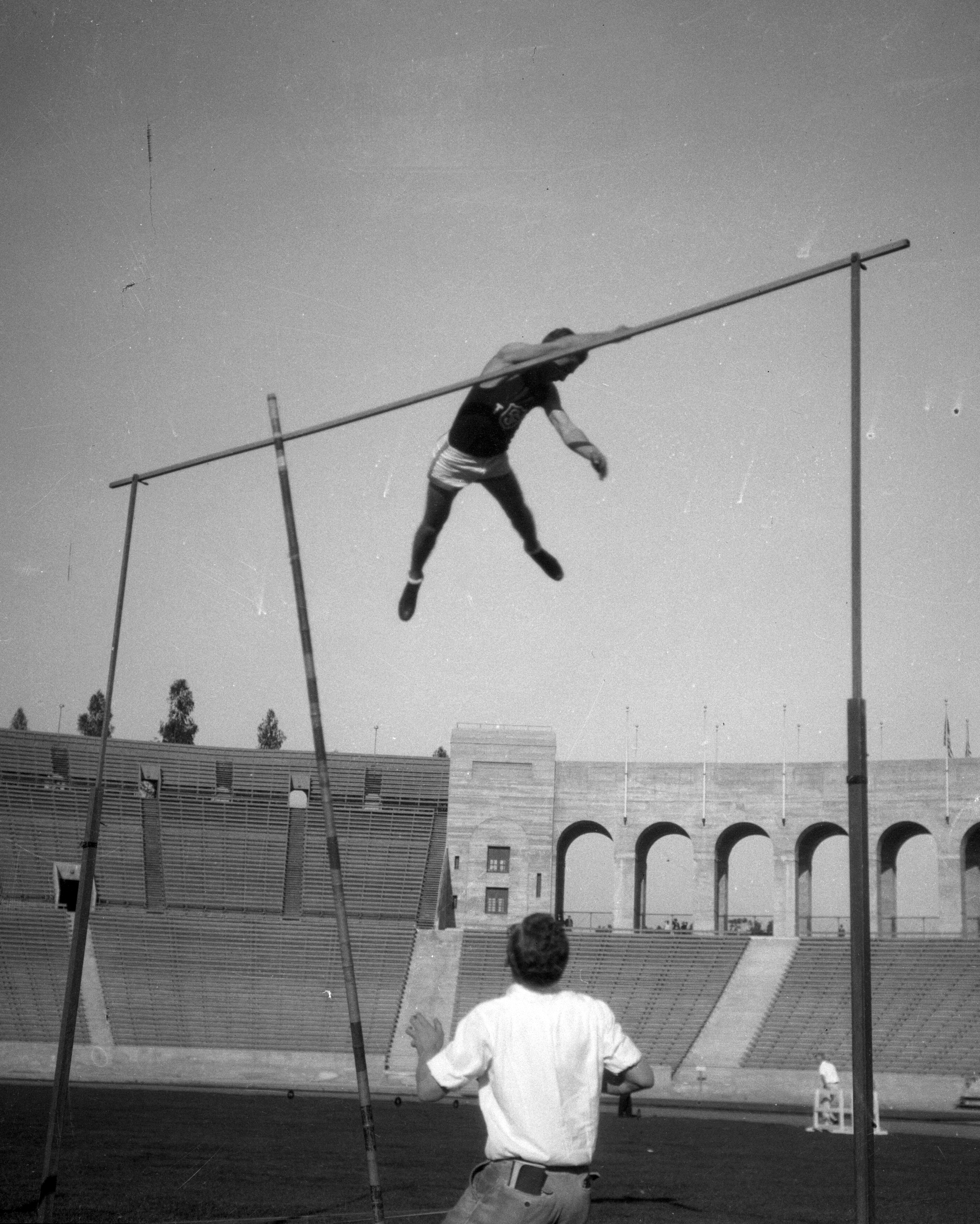
AAU Relays (1926年)におけるバーンズの跳躍

リー・バーンズ（Lee Stratford Barnes, 1906年7月16日 - 1970年12月28日）は、アメリカ合衆国ユタ州出身の陸上競技選手。1924年パリオリンピックの金メダリストである。

## 経歴
バーンズは、1924年パリオリンピックの棒高跳にアメリカ代表として出場。記録は3.95mで、同じアメリカのグレン・グラハムと同じ高さをクリアしていたが、バーンズが金メダルを獲得した。18歳の誕生日を迎える1週間前、17歳での金メダル獲得は、オリンピックの棒高跳びの最年少記録である。
バーンズは、南カリフォルニア大学に進学後、1927年、1928年とAAU選手権の棒高跳で勝利し、1928年の4月にはカリフォルニア州フレズノで4.30mの世界新記録をマーク。そして、同年には2度目のオリンピックとなるアムステルダムオリンピックに出場を果たす。しかし、オリンピックでのバーンズは調子が悪く、記録も3.95mと低調なものであった。3.95mは3位と同じ記録であったが、今回のバーンズは5位という結果に終わってしまった。
バーンズは、出場すれば3度目のオリンピックとなる1932年ロサンゼルスオリンピックに向け、オリンピックの選考会に出場したが、結果は7位に終わり、オリンピックに出場することはできなかった。